# AppArmor
AppArmor ("Application Armor") este un modul de securitate al nucleului Linux care permite administratorului de sistem  să restricționeze capabilitățile programelor cu profile per-program.

## Disponibilitate
AppArmor a fost activat în Solus Ediția 3 pe 15.08.2017.